# Raphaël Cendo
 (juillet 2018).
Raphaël Cendo est un compositeur français né à Nice le 26 février 1975.

## Biographie
Après des études de piano et de composition à l'École normale de musique de Paris, Raphaël Cendo suit le cursus de composition du Conservatoire national supérieur de musique et de danse de Paris (2000-2003), dont il sort diplômé en composition, analyse et orchestration. Il intègre ensuite la classe de composition et d’informatique musicale de l’IRCAM (2003-2006). Au cours de sa formation, il aura notamment reçu les enseignements d’Allain Gaussin,  Marco Stroppa, Brian Ferneyhough, Fausto Romitelli et Philippe Manoury.
Il a enseigné au Conservatoire de Nanterre, à l’Escola Superior de Música de Catalunya de Barcelone (ESMUC), aux cours d’été de Darmstadt (2012-2014), aux sessions de compositions Voix Nouvelles à Royaumont.
(2012-2016) et est régulièrement invité à donner des master-class et des conférences aux États-Unis, en Russie et en Europe. Il est directeur de l’Université d’Altitude, une académie d’été de composition qui a lieu chaque année à Saint-Martin-Vésubie. 
De 2009 à 2011, il est pensionnaire de la Villa Médicis 
, Académie de France à Rome. En 2007, Raphaël Cendo reçoit le Prix Espoir, décerné par la fondation Francis et Mica Salabert, du Concours international de composition de l’Orchestre symphonique de Montréal. Il reçoit en 2009 le prix Pierre Cardin de l’Académie des Beaux-Arts et en 2011 et 2015 le Prix Hervé Dugardin et Georges Enesco de la SACEM. Actuellement, Raphaël Cendo vit et travaille à Berlin. 

## Œuvre
Influencée par la musique spectrale, les musiques actuelles et populaires, des compositeurs comme
Brian Ferneyhough ou Fausto Romitelli, Raphaël Cendo (comme Franck Bedrossian) met en avant le concept de saturation ou de musique saturée. Concept de l'excès, l'important est de dépasser le son pur, le contrôle absolu de la note, de l'interprétation par des sons nouveaux complexes : « Le phénomène saturé dans le domaine de l’acoustique, c’est un excès de matière, d’énergie, de mouvements et de timbre. ». Sa musique pousse ainsi aux limites les notions de timbre, espace fréquentiel, intensité et gestes instrumentaux.
Ses œuvres sont jouées par des interprètes et des ensembles de renommée internationale comme les ensembles Klangforum Wien, le quatuor Tana, Linea, Dal niente, Alternance, Cairn, Ictus, Intercontemporain, Itinéraire, musikFabrik, le Nouvel Ensemble Moderne, Either/Or, Yarn/Wire, le quatuor Diotima, l'Orchestre national d'Île-de-France, l’Orchestre symphonique de Montréal, l’Orchestre symphonique de la Radiodiffusion bavaroise, l’orchestre de la radio de Munich, l’Orchestre symphonique de Montréal, Les Percussions de Strasbourg, etc.
Il a participé à de nombreuses manifestations parmi lesquelles :
Ars Musica à Bruxelles, Biennale de Venise, Darmstadt, Donaueschingen, Mito à Milan, Musica, Présences de Radio France, les concerts Tremplin au Centre Georges-Pompidou, Voix Nouvelles à Royaumont, Why Note de Dijon, Archipel, Musica strasbourg, Festival Presences, Miller Theater NYC composer portrait.  ...

## Distinctions
- 2007 : prix Espoir, décerné par la Fondation Francis et Mica Salabert
- 2009 : « prix Pierre Cardin » de l'Académie des Beaux-Arts
- 2011 : prix Hervé Dugardin de la SACEM
- 2015 : prix Georges Enesco de la SACEM
- 2020 : Lion d’argent de la Biennale de Venise

## Compositions
Ses œuvres - sauf mention contraire - sont publiées par Maison ONA.
- Scratch data (2002) pour percussion et électronique, Maison ONA
- Rage in the heaven city (2004) pour grand orchestre
- Masse-Métal (2005) pour vingt-cinq musiciens
- Action painting (2005) pour quinze musiciens, Verlag Neue Musik
- Décombres (2006) pour clarinette contrebasse et électronique, Maison ONA
- Action Directe (2007) pour clarinette basse et ensemble de treize musiciens
- Tract (2007) pour sept musiciens
- Octa 7 (2007) pour harpe et électronique, sur une chorégraphie d'Olivia Grandville
- Refontes (2008) pour six percussions et électronique, Gérard Billaudot Éditeur
- Charge (2009) pour sept instruments et électronique sur une vidéo de Paolo Pacchini, Gérard Billaudot Éditeur
- Introduction aux ténèbres (2009), pour contrebasse, voix de basse et électronique, Gérard Billaudot Éditeur
- Furia (2009/2010) pour violoncelle et piano, Verlag Neue Musik
- Faction pour piano (2011), percussion et guitare électrique, Maison ONA
- Shadow (2011) pour six chanteurs
- In Vivo (2011) pour quatuor à cordes (no 1), Gérard Billaudot Éditeur
- Rokh (2011-2012) pour flûte, violon, violoncelle et piano, Verlag Neue Musik
- Foris (2012) pour violoncelle et électronique, Verlag Neue Musik
- Carbone (2012) pour flûte contrebasse, trompette, guitare et ensemble
- Substance (2013) pour quatuor à cordes (no 2), Verlag Neue Musik
- Registre des Lumières (2013) pour ensemble vocal, ensemble instrumental et électronique live, Verlag Neue Musik
- Graphein (2014) pour neuf musiciens, Verlag Neue Musik
- Badlands (2014) pour percussion, Maison ONA
- Corps (2015) concerto pour piano , Verlag Neue Musik
- Radium (2016) pour sept musiciens, Maison ONA
- Denkklange (2016) pour orchestre symphonique, Maison ONA
- Delocazione (2017) quatuor (no 3) pour quatuor à cordes et quatuor vocal, Maison ONA
- Oracles (2018) Opéra Maison ONA
- Le jour juste avant l'océan (2018) pour ensemble vocal, instrumental et jazz Maison ONA
- Individua (2018) pour orgue et chœur augmenté Maison ONA
- Berlin toccata (2019) pour quintet et électronique, Maison ONA
- Ars satura (2019) pour flûte, saxophone, percussion et piano, Maison ONA
- Homeless carrera (2020) pour quatuor de saxophones et électronique, Maison ONA
- Double Cheese Passions (2019-2020) pour voix, ensemble (25) et électronique, Maison ONA
- Drive [In] Theory (2021) pour tuba et électronique, Maison ONA
- Coffin Bubbles Blue (2021) pour guitare électrique, synthétiseur, ensemble et électronique, Maison ONA

## Publications
- « Les paramètres de la saturation. », dans IANCO Pascal (dir.), Franck Bedrossian : de l'excès de son., Champigny sur Marne, Ensemble 2E2M, coll. « A la ligne », 2008 (ISBN 978-2-913734-03-6, lire en ligne), p. 31-37
- Saturation instrumentale : organisation et nouveaux enjeux pour la composition, 2010 (lire en ligne)
- « Du sens et du non sens d’être encore vivant », Essai. Français/English. Ed. Maison ONA, © 2021 / ONA 0171 / 978-2-37166-170-7 (lire en ligne)

## Discographie
- Raphaël CENDO, « Introduction Aux Ténèbres », ensemble Ictus, dans « Donaueschinger Musiktage 2009 », 1 CD Neos, 2010.
- Raphaël CENDO, « Furia », comprend : Charge ; Furia ; Décombres ; In Vivo et Tract, Ensemble Cairn, direction : Guillaume Bourgogne, 1 CD Æon, 2012.
- Raphaël CENDO, « Rokh », ensemble Alternance, 1 CD Stradivarius, 2012.
- Raphaël CENDO, « Corps », Ensemble Linea, Wilhem Latchoumia, 1 CD, l’empreinte digitale ED13251 parution 18 janvier 2021.